# Bruine grijsbandspanner
De bruine grijsbandspanner (Cabera exanthemata) is een vlinder uit de familie van de Geometridae (spanners). De spanwijdte varieert van 30 tot 35 millimeter. De soort overwintert als pop in de strooisellaag. De imago lijkt veel op de witte grijsbandspanner, maar die is vaak witter en heeft geen geelbruine maar grijze dwarslijnen die ook rechter zijn.
De bruine grijsbandspanner komt voor in het Palearctisch gebied.

## Waardplanten
De rupsen van de bruine grijsbandspanner eten van allerlei loofbomen en struiken, met een voorkeur voor populier en wilg.

## Voorkomen in Nederland en België
Het is in Nederland en België een algemene nachtvlinder. De vliegtijd is eind april tot half september, in twee generaties.